# SPX Corporation
SPX Corporation est un groupe américain qui opère dans de nombreux secteurs de l'industrie, présent dans plus de 20 pays et qui emploie environ 14 000 personnes.
Les activités principales de SPX sont les flux, les tests, les mesures et tests ainsi que le secteur thermique.
La stratégie du groupe est axée sur l'innovation constante, ce qui contribue à sa position de leader du marché.

## Les produits de SPX Corporation
La gamme de produits du groupe inclut des pompes, des valves, mesures et solutions chimiques, systèmes de filtration pour air & gaz, produits de déshydratation, services, diagnostiques de systèmes, tours de refroidissement, condenseurs à air, chauffages, bouilleurs, antennes émettrices pour télévision et radio ainsi que des transformateurs électriques. 

### Les clients
Différents secteurs d'industrie sont clients de SPX : industrie agroalimentaire, industrie en général, industries du secteur de l'énergie, réfrigération, transports, etc.

## Histoire
La société SPX a été fondée à Muskegon dans l'État du Michigan (États-Unis d'Amérique) en 1911. À l'origine, l'entreprise se nommait The Piston Ring Company, puis elle a été rebaptisée Sealed Power Corporation en 1931. Enfin en 1988, la société acquiert son nom actuel.

### SPX coté enbourse
Le groupe SPX est coté à la bourse de New-York sous le nom SPW[réf. nécessaire].

### Branches de SPX
Le groupe SPX est divisé en quatre grandes branches : 
- Flow Technology
- Test and measurement
- Thermal
- Industrial